# Arches (Vosges)
Arches je francouzská obec v departementu Vosges, v regionu Grand Est.

## Geografie
Obec se rozprostírá na levém břehu řeky Moselle, na severovýchodě je jí ohraničena tři kilometry. Leží mezi Epinal a Remiremont a přes řeku naproti jeho malé sestře, Archettes. Na východě je oddělena od Pouxeux zalesněnými kopci, Rebaumont a pahorkatinou Vrupt. K jihu a k západu jsou její hranice s Hadol spíše umělé. Je na severní vyvýšenině, která vrcholí 521 metrů k Romont směrem od Dinozé.
Většina populace obývá území mezi starými národními silnicemi, dnes RD 157 a RN 57. Několik vesnic je také postavených podél potoků z Hadol a Aneuménil Saucey, v údolí řeky Niche, podél toku Nauves a nebo na svahu jako Laménil.

## Historie
Jméno obce Arches ležící na levém břehu řeky Moselle je stejně jako jméno Archettes ležící na pravém břehu odvozeno od římského mostu, který se přes řeku klenul. Vévoda Thierry II zde postavil hrad v roce 1080. Místo je uznáno vévodou Ferry III od roku 1263. Zbytky opevnění ukazují, že oblast měla určitý význam. Obec byla rovněž sídlem děkanství značného významu, který ale klesal s třicetiletou válkou, která když odešla, snížila město na vesnici. Děkanství zde ale existovalo až do roku 1754.

## Památky
- kostel sv. Mořice

## Vývoj počtu obyvatel
Počet obyvatel

## Ekonomika
Již od 15. století se zde vyrábí papír, známý svou kvalitou. Byly to právě papírny Arches, u kterých si Beaumarchais objednal 70 tun papíru potřebných na úpravů 70 úplných děl Voltaira.
Plán vytvoření dvou elektráren na biomasu, jedné v Arches na místě staré skládky a druhé v Éloyes, je velmi sporný. Hejtman obce nedávno realizaci těchto dvou elektráren popřel s ohledem na nízké energetické výnosy.